# Muntanitz
Muntanitz – szczyt w grupie Granatspitzgruppe, w Wysokich Taurach we Wschodnich Alpach. Leży w Austrii, w Tyrolu Wschodnim. To najwyższy szczyt w grupie Granatspitzgruppe. Muntanitz leży około 6 km na południe od Granatspizte. 
Muntanitz posiada dwa szczyty: "Kleiner Muntanitz" (3192 m) i "Großer Muntanitz" (3232 m). Wejście na szczyt nie przedstawia większych trudności, tylko podczas zejścia z Kleiner Muntanitz występuje większa ekspozycja, zabezpieczona łańcuchem. 
Pierwszego wejścia, 2 września 1871 r., dokonali Arthur von Schmid i Thomas Groder.